# Immeuble au 11bis place d'Armes
L'immeuble au no 11bis de la place d'Armes est un bâtiment situé à Fontainebleau, en France. Il est partiellement inscrit aux monuments historiques depuis 1931.

## Situation et accès
L'édifice est situé au no 11bis de la place d'Armes, à l'angle de la rue d'Avon, dans le centre-ville de Fontainebleau, et plus largement au sud-ouest du département de Seine-et-Marne.

## Historique
À cet endroit s'est autrefois élevé l'hôtel de Maillebois. Le bâtiment est rénové entre 2011 et 2012.

## Structure
L'édifice évolue sur deux niveaux. Depuis sa rénovation, ses façades adoptent une teinte blanc cassé.

## Statut patrimonial et juridique
La façade et la toiture font l'objet d'une inscription au titre des monuments historiques par arrêté du 7 octobre 1931, en tant que propriété privée.